# エンゼルグランディア越後中里
エンゼルグランディア越後中里（えんぜるぐらんでぃあえちごなかざと）は、新潟県南魚沼郡湯沢町土樽にあるリゾートホテルでリゾートマンションも販売している。

## 施設

### 本館
- 客室
  - 室数 300室・収容人員 1,300名。
  - チェックイン 15:00・チェックアウト 10:00
- レストラン
  - なかさと・かたくり
- ラウンジ
  - カフェコーナーAn-G
- ガーデンプール＆インドア温水プール
- テニスコート
- リラックススペース・東洋式整体
- 中里温泉

### アネックス館（別館）
- レストラン
  - 谷川岳・苗場山

### 屋外・その他
- 駐車場 341台
- 中里スノーウッドスキー場
- 湯沢中里スキー場

## 沿革
- 1992年（平成4年）- 9月、開業。
- 2009年（平成21年）- 8月12日、株式会社ひまわりが運営企業である株式会社エンゼルの全株式を取得。
- 2011年（平成23年）- 3月、「赤ちゃん一時避難プロジェクト」開始（東日本大震災の被災者避難施設）
- 2012年（平成24年）- 4月、新潟県内の宿泊施設で初めて、ミキハウス子育て総研の「ウェルカムベビーのお宿」に認定。

## アクセス
- 車で
  - 湯沢インターチェンジより、約10分。
  - 練馬インターチェンジより、湯沢インターチェンジまで関越自動車道で 約1時間52分（167km）
  - 新潟西インターチェンジより、北陸自動車道経由で約1時間30分（131km）
  - 金沢東インターチェンジより、北陸自動車道経由で約3時間40分（320km）
- 列車で
  - 越後湯沢駅西口シャトルバス待合所から、無料シャトルバスで約15分
  - 上越新幹線で東京駅から越後湯沢駅まで、約80分。新潟駅より、約50分。
  - 北越急行ほくほく線で金沢駅から越後湯沢駅まで、約160分。